# NGC 1686
NGC 1686 este o galaxie spirală situată în constelația Eridanul. A fost descoperită în 26 decembrie 1885 de către Francis Leavenworth. Se află la o distanță de 78,7 de megaparseci de Pământ.